# لونکر
لونکر (به هلندی: Lonneker) یک روستا در هلند است که در انسخده واقع شده‌است. لونکر ۱٬۷۷۰ نفر جمعیت دارد.